# NGC 2526
NGC 2526 je galaksija u zviježđu Raku.

## Vanjske poveznice
- SEDS: NGC 2526